# The Flute
The Flute è un singolo della cantante francese Petite Meller, pubblicato il 19 agosto 2016 come quinto estratto dall'album di debutto Lil Empire.

## Video musicale
Il video del brano è stato pubblicato il 19 agosto 2016 sul canale ufficiale Vevo di YouTube della cantante. La clip è ambientata in Mongolia, protagonista è la cantante, eccentricamente abbigliata con costumi forniti dalla Reale Accademia di Belle Arti di Anversa, che si trova in una tribù locale del nord del paese asiatico tra renne, cavalli e iurte, suonando il flauto oggetto del brano.

## Tracce
Download digitale
1. The Flute – 3:04
2. The Flute (Digital Farm Animals Remix) – 3:15
3. The Flute (Dom Zilla Remix) – 4:34